# Ballando con le stelle (diciottesima edizione)
La diciottesima edizione di Ballando con le stelle, prodotta da Ballandi Multimedia, è andata in onda in prima serata su Rai 1 dal 21 ottobre al 23 dicembre 2023. Anche per questa edizione sono confermati alla conduzione Milly Carlucci con la partecipazione di Paolo Belli, così come tutti i membri della giuria, opinionista a bordo campo e tribuni.
Tra i tribuni, Sara Di Vaira e Simone Di Pasquale, ex maestri del programma, hanno la possibilità di ripescare una coppia eliminata a testa grazie allo stesso meccanismo introdotto nella precedente edizione ma rinominato "wild card" invece che “salvacondotto”.
L'edizione vede la presenza di dodici coppie gareggianti anziché tredici come nelle precedenti sette edizioni.
Come per l'edizione precedente, il programma è stato affiancato da due spin-off: la seconda edizione di Ballando segreto, trasmesso in streaming su RaiPlay dal 12 ottobre al 21 dicembre 2023 per 23 puntate, incentrato su contenuti inediti e di "dietro le quinte" dell'edizione, e la sesta edizione di Ballando on the Road, trasmessa il sabato pomeriggio su Rai 1 dal 4 novembre al 9 dicembre 2023.
L'edizione è stata vinta dalla coppia formata dalla showgirl Wanda Nara e dal ballerino Pasquale La Rocca.

## Cast

### Concorrenti
| VIP                 | Attività                                                        | Insegnante         | Stato                |
| ------------------- | --------------------------------------------------------------- | ------------------ | -------------------- |
| Wanda Nara          | Showgirl, attrice e procuratrice sportiva                       | Pasquale La Rocca  | Vincitori            |
| Simona Ventura      | Conduttrice televisiva                                          | Samuel Peron       | Secondi classificati |
| Teo Mammucari       | Conduttore televisivo e attore comico                           | Anastasia Kuzmina  | Terzi classificati   |
| Lorenzo Tano        | Modello e regista                                               | Lucrezia Lando     | Terzi classificati   |
| Sara Croce          | Modella e influencer                                            | Luca Favilla       | Quinti classificati  |
| Giovanni Terzi      | Giornalista                                                     | Giada Lini         | Quinti classificati  |
| Rosanna Lambertucci | Conduttrice televisiva, scrittrice, giornalista e nutrizionista | Simone Casula      | Quinti classificati  |
| Carlotta Mantovan   | Conduttrice televisiva e giornalista                            | Moreno Porcu       | Eliminati            |
| Antonio Caprarica   | Giornalista, scrittore e saggista                               | Maria Ermachkova   | Ritirati             |
| Paola Perego        | Conduttrice televisiva                                          | Angelo Madonia     | Ritirati             |
| Ricky Tognazzi      | Attore, regista e produttore cinematografico                    | Tove Villför       | Eliminati            |
| Lino Banfi          | Attore e comico                                                 | Alessandra Tripoli | Ritirati             |

### Giuria
- Ivan Zazzaroni
- Fabio Canino
- Carolyn Smith (presidente di giuria)
- Selvaggia Lucarelli
- Guillermo Mariotto

### Opinionista
- Alberto Matano

### Tribuni (giuria popolare)
- Rossella Erra
- Simone Di Pasquale
- Sara Di Vaira

## Tabellone
Legenda
     Salvi
     Conquistano il tesoretto
     Prima coppia in classifica, ottengono bonus per la puntata successiva
     Ultima coppia in classifica, ottengono malus per la puntata successiva
     Salvati dal pubblico allo spareggio
     Ripescati
     Ripescati grazie alla "wild card", ottengono malus per la puntata successiva
     Eliminati provvisoriamente
     Eliminati definitivamente
     La coppia si ritira dalla competizione
     La coppia si ritira momentaneamente dalla competizione
     Non gareggiano nella puntata
| Concorrente         | Ballerino/a        | Puntate | Puntate | Puntate | Puntate | Puntate         | Puntate         | Puntate         | Puntate         | Puntate         | Puntate         | Puntate        | Puntate                  | Puntate                  | Puntate                  | Puntate | Puntate     | Puntate         |
| Concorrente         | Ballerino/a        | 1ª      | 2ª      | 2ª      | 3ª      | 4ª              | 5ª              | 6ª              | 7ª              | 7ª              | 8ª              | 8ª             | Semifinale e Ripescaggio | Semifinale e Ripescaggio | Semifinale e Ripescaggio | Finale  | Finale      | Finale          |
| ------------------- | ------------------ | ------- | ------- | ------- | ------- | --------------- | --------------- | --------------- | --------------- | --------------- | --------------- | -------------- | ------------------------ | ------------------------ | ------------------------ | ------- | ----------- | --------------- |
| Wanda Nara          | Pasquale La Rocca  | Salvi   | Salvi   | Primi   | Salvi   | Salvi           | Salvi           | Salvi           | Salvi           | Salvi           | Salvi           | Salvi          | Salvi                    | Salvi                    | Salvi                    | Salvi   | Salvi (67%) | Vincitori (70%) |
| Simona Ventura      | Samuel Peron       | Salvi   | Salvi   | Primi   | Salvi   | Salvi           | Salvi           | Salvi           | Salvi           | Salvi           | Salvi           | Salvi          | Salvi                    | Salvi                    | Salvi                    | Salvi   | Salvi (54%) | Secondi (30%)   |
| Teo Mammucari       | Anastasia Kuzmina  | Salvi   | Salvi   | Primi   | Salvi   | Salvi           | Salvi           | Salvi           | Salvi           | Salvi           | Salvi           | Salvi          | Salvi                    | Salvi                    | Salvi                    | Salvi   | Terzi (46%) |                 |
| Lorenzo Tano        | Lucrezia Lando     | Salvi   | Salvi   | Salvi   | Salvi   | Ultimi 2 (81%)  | Salvi           | Salvi           | Salvi           | Salvi           | Salvi           | Salvi          | Salvi                    | Salvi                    | Salvi                    | Salvi   | Terzi (33%) |                 |
| Sara Croce          | Luca Favilla       | Salvi   | Salvi   | Salvi   | Salvi   | Salvi           | Salvi           | Salvi           | Ultimi 3 (60%)  | Ultimi 3 (60%)  | Ultimi 2 (66%)  | Ultimi 2 (66%) | Salvi                    | Salvi                    | Salvi                    | Quinti  |             |                 |
| Giovanni Terzi      | Giada Lini         | Salvi   | Salvi   | Salvi   | Ultimi  | Salvi           | Salvi           | Ultimi 2 (61%)  | Salvi           | Salvi           | Eliminati (34%) | Ripescati      | Ultimi (64%)             | Ultimi (64%)             | Ultimi (64%)             | Quinti  |             |                 |
| Rosanna Lambertucci | Simone Casula      | Ultimi  | Salvi   | Salvi   | Ultimi  | Salvi           | Eliminati (10%) |                 |                 |                 |                 |                | Ripescati (46%)          | Eliminati (36%)          | Ripescati                | Quinti  |             |                 |
| Carlotta Mantovan   | Moreno Porcu       | Salvi   | Salvi   | Salvi   | Salvi   | Salvi           | Ultimi 3 (63%)  | Salvi           | Eliminati (40%) | Eliminati (40%) |                 |                | Eliminati (35%)          |                          |                          |         |             |                 |
| Antonio Caprarica   | Maria Ermachkova   | Ultimi  | Salvi   | Salvi   | Salvi   | Salvi           | Ultimi 3 (27%)  | Salvi           | Ultimi 3        | Ritirati        |                 |                | Ritirati                 |                          |                          |         |             |                 |
| Paola Perego        | Angelo Madonia     | Salvi   | Salvi   | Salvi   | Salvi   | Salvi           | Salvi           | Eliminati (39%) |                 |                 |                 |                | Ritirati                 |                          |                          |         |             |                 |
| Ricky Tognazzi      | Tove Villför       | Salvi   | Salvi   | Salvi   | Salvi   | Eliminati (19%) |                 |                 |                 |                 |                 |                | Eliminati (19%)          |                          |                          |         |             |                 |
| Lino Banfi          | Alessandra Tripoli | Salvi   | Salvi   | Salvi   | Salvi   | Ritirati        |                 |                 |                 |                 |                 |                |                          |                          |                          |         |             |                 |

## Dettaglio puntate

### Prima puntata
- Data: 21 ottobre 2023
- Ballerino per una notte: Andrea Antonello[4]
- Svolgimento: Le coppie si sfidano su un ballo preparato precedentemente per ottenere il punteggio più alto possibile per salvarsi. Al termine della puntata le due coppie meno votate (giudizio ottenuto da voto giuria + voto social) andranno allo spareggio finale, svolto in testa alla seconda puntata. A inizio seconda puntata, però, viene rivelato che non si svolgerà alcuno spareggio, ma che le ultime posizioni in classifica comportano un malus di -10 punti sulla gara della successiva puntata.

#### Gara di puntata
Legenda:
     La coppia ottiene un malus di -10 punti per le puntata successiva
| Ordine di uscita | Concorrenti                          | Ballo eseguito | Voto Giuria | Voto Giuria | Voto Giuria | Voto Giuria | Voto Giuria | Punti bonus/malus | Totale punteggio tecnico |
| Ordine di uscita | Concorrenti                          | Ballo eseguito | Zazzaroni   | Canino      | Smith       | Lucarelli   | Mariotto    | Punti bonus/malus | Totale punteggio tecnico |
| ---------------- | ------------------------------------ | -------------- | ----------- | ----------- | ----------- | ----------- | ----------- | ----------------- | ------------------------ |
| 5                | Lino Banfi e Alessandra Tripoli      | Valzer         | 10          | 10          | 10          | 10          | 10          | +25 (tesoretto)   | 75                       |
| 8                | Ricky Tognazzi e Tove Villför        | Foxtrot        | 6           | 6           | 5           | 9           | 8           | +25 (tesoretto)   | 59                       |
| 7                | Simona Ventura e Samuel Peron        | Samba          | 9           | 8           | 8           | 10          | 8           | -                 | 43                       |
| 11               | Wanda Nara e Pasquale La Rocca       | Rumba          | 10          | 8           | 8           | 8           | 9           | -                 | 43                       |
| 10               | Carlotta Mantovan e Moreno Porcu     | Slowfox        | 8           | 8           | 7           | 7           | 10          | -                 | 40                       |
| 9                | Teo Mammucari e Anastasia Kuzmina    | Boogie woogie  | 7           | 6           | 6           | 5           | 9           | -                 | 33                       |
| 12               | Sara Croce e Luca Favilla            | Cha cha        | 7           | 7           | 6           | 5           | 7           | -                 | 32                       |
| 2                | Paola Perego e Angelo Madonia        | Quickstep      | 6           | 6           | 6           | 8           | 4           | -                 | 30                       |
| 6                | Giovanni Terzi e Giada Lini          | Tango          | 6           | 6           | 6           | 6           | 0           | -                 | 24                       |
| 3                | Lorenzo Tano e Lucrezia Lando        | Jive           | 5           | 5           | 5           | 3           | 0           | -                 | 18                       |
| 4                | Rosanna Lambertucci e Simone Casula  | Salsa          | 5           | 4           | 4           | 5           | 0           | -                 | 18                       |
| 1                | Antonio Caprarica e Maria Ermachkova | Slowfox        | 4           | 4           | 4           | 5           | 0           | -                 | 17                       |

### Seconda puntata
- Data: 28 ottobre 2023
- Ballerini per una notte: I Pooh[5]
- Svolgimento: Le coppie si sfidano su un ballo preparato precedentemente per ottenere il punteggio più alto possibile per salvarsi. Al termine della serata vengono selezionate 3 coppie per lo spareggio finale; successivamente viene svelato che le tre coppie selezionate sono in realtà il podio della serata (giudizio ottenuto da voto giuria + voto social), vincendo +10 punti di bonus per la prossima puntata.

#### Gara di puntata
Legenda:
     La coppia ottiene un bonus di +10 punti per la puntata successiva
| Ordine di uscita | Concorrenti                          | Ballo eseguito | Voto Giuria | Voto Giuria | Voto Giuria | Voto Giuria | Voto Giuria | Punti bonus/malus           | Totale punteggio tecnico |
| Ordine di uscita | Concorrenti                          | Ballo eseguito | Zazzaroni   | Canino      | Smith       | Lucarelli   | Mariotto    | Punti bonus/malus           | Totale punteggio tecnico |
| ---------------- | ------------------------------------ | -------------- | ----------- | ----------- | ----------- | ----------- | ----------- | --------------------------- | ------------------------ |
| 9                | Teo Mammucari e Anastasia Kuzmina    | Samba          | 8           | 7           | 9           | 0           | 7           | +25 (tesoretto)             | 56                       |
| 10               | Wanda Nara e Pasquale La Rocca       | Samba          | 10          | 10          | 10          | 10          | 10          | -                           | 50                       |
| 2                | Antonio Caprarica e Maria Ermachkova | Quickstep      | 6           | 5           | 5           | 7           | 8           | -10 (malus) +25 (tesoretto) | 46                       |
| 5                | Simona Ventura e Samuel Peron        | Tango          | 9           | 9           | 9           | 8           | 10          | -                           | 45                       |
| 8                | Lino Banfi e Alessandra Tripoli      | Mambo          | 7           | 8           | 6           | 6           | 8           | -                           | 35                       |
| 11               | Lorenzo Tano e Lucrezia Lando        | Rumba          | 7           | 6           | 6           | 7           | 8           | -                           | 34                       |
| 6                | Ricky Tognazzi e Tove Villför        | Boogie woogie  | 6           | 6           | 5           | 7           | 8           | -                           | 32                       |
| 1                | Paola Perego e Angelo Madonia        | Bachata        | 7           | 6           | 7           | 4           | 5           | -                           | 29                       |
| 4                | Giovanni Terzi e Giada Lini          | Valzer         | 5           | 5           | 5           | 6           | 5           | -                           | 26                       |
| 3                | Carlotta Mantovan e Moreno Porcu     | Salsa          | 5           | 5           | 4           | 3           | 1           | -                           | 18                       |
| 7                | Sara Croce e Luca Favilla            | Bachata        | 6           | 6           | 5           | 0           | 0           | -                           | 17                       |
| 12               | Rosanna Lambertucci e Simone Casula  | Tango          | 6           | 5           | 5           | 5           | 3           | -10 (malus)                 | 14                       |

### Terza puntata
- Data: 4 novembre 2023
- Ballerini per una notte: Maria Chiara Giannetta e Pierpaolo Spollon[6]
- Svolgimento: Le coppie si sfidano su un ballo preparato precedentemente per ottenere il punteggio più alto possibile per salvarsi. Al termine della puntata le due coppie ultime in classifica (giudizio ottenuto da voto giuria + voto social) andranno allo spareggio finale, svolto in testa alla quarta puntata. A inizio quarta puntata, però, viene rivelato che non si svolgerà alcuno spareggio, ma che le ultime posizioni in classifica comportano un malus di -10 punti sulla gara della successiva puntata.

#### Gara di puntata
Legenda:
     La coppia ottiene un malus di -10 punti per la puntata successiva
| Ordine di uscita | Concorrenti                          | Ballo eseguito  | Voto Giuria | Voto Giuria | Voto Giuria | Voto Giuria | Voto Giuria | Punti bonus/malus | Totale punteggio tecnico |
| Ordine di uscita | Concorrenti                          | Ballo eseguito  | Zazzaroni   | Canino      | Smith       | Lucarelli   | Mariotto    | Punti bonus/malus | Totale punteggio tecnico |
| ---------------- | ------------------------------------ | --------------- | ----------- | ----------- | ----------- | ----------- | ----------- | ----------------- | ------------------------ |
| 3                | Sara Croce e Luca Favilla            | Charleston      | 6           | 7           | 4           | 8           | 7           | +25 (tesoretto)   | 57                       |
| 11               | Wanda Nara e Pasquale La Rocca       | Paso doble      | 10          | 10          | 9           | 7           | 10          | +10 (bonus)       | 56                       |
| 2                | Ricky Tognazzi e Tove Villför        | Tango           | 5           | 5           | 4           | 4           | 3           | +25 (tesoretto)   | 46                       |
| 10               | Teo Mammucari e Anastasia Kuzmina    | Showdance       | 6           | 7           | 7           | 5           | 10          | +10 (bonus)       | 45                       |
| 9                | Carlotta Mantovan e Moreno Porcu     | Tango argentino | 8           | 9           | 7           | 10          | 10          | -                 | 44                       |
| 5                | Simona Ventura e Samuel Peron        | Jive            | 7           | 7           | 6           | 6           | 5           | +10 (bonus)       | 41                       |
| 4                | Antonio Caprarica e Maria Ermachkova | Boogie woogie   | 7           | 7           | 5           | 9           | 10          | -                 | 38                       |
| 7                | Lino Banfi e Alessandra Tripoli      | Rumba           | 6           | 7           | 6           | 6           | 8           | -                 | 33                       |
| 6                | Paola Perego e Angelo Madonia        | Salsa           | 7           | 7           | 6           | 5           | 6           | -                 | 31                       |
| 12               | Giovanni Terzi e Giada Lini          | Charleston      | 6           | 6           | 5           | 5           | 6           | -                 | 28                       |
| 8                | Lorenzo Tano e Lucrezia Lando        | Salsa           | 5           | 5           | 4           | 3           | 7           | -                 | 24                       |
| 1                | Rosanna Lambertucci e Simone Casula  | Bachata         | 4           | 4           | 3           | 4           | 3           | -                 | 18                       |

### Quarta puntata
- Data: 11 novembre 2023
- Ballerini per una notte: Anna Valle e Giorgio Pasotti, Arisa[7]
- Ospiti: Rosanna Banfi
- Svolgimento: Le coppie si sfidano su un ballo preparato precedentemente per ottenere il punteggio più alto possibile per salvarsi. Al termine della puntata le due coppie meno votate (giudizio ottenuto da voto giuria + voto social) andranno allo spareggio finale. La coppia formata da Lino Banfi e Alessandra Tripoli non si esibisce e si ritira dalla competizione.

#### Gara di puntata
| Ordine di uscita | Concorrenti                          | Ballo eseguito | Voto Giuria | Voto Giuria | Voto Giuria | Voto Giuria | Voto Giuria | Punti bonus/malus           | Totale punteggio tecnico |
| Ordine di uscita | Concorrenti                          | Ballo eseguito | Zazzaroni   | Canino      | Smith       | Lucarelli   | Mariotto    | Punti bonus/malus           | Totale punteggio tecnico |
| ---------------- | ------------------------------------ | -------------- | ----------- | ----------- | ----------- | ----------- | ----------- | --------------------------- | ------------------------ |
| 5                | Paola Perego e Angelo Madonia        | Valzer         | 7           | 6           | 6           | 5           | 9           | +30 (tesoretto)             | 63                       |
| 7                | Simona Ventura e Samuel Peron        | Salsa          | 10          | 9           | 10          | 8           | 10          | -                           | 47                       |
| 10               | Wanda Nara e Pasquale La Rocca       | Valzer         | 10          | 10          | 10          | 8           | 9           | -                           | 47                       |
| 1                | Antonio Caprarica e Maria Ermachkova | Samba          | 7           | 8           | 6           | 10          | 10          | -                           | 41                       |
| 2                | Sara Croce e Luca Favilla            | Rumba          | 8           | 7           | 6           | 7           | 9           | -                           | 37                       |
| 11               | Carlotta Mantovan e Moreno Porcu     | Jive           | 8           | 7           | 7           | 8           | 8           | -                           | 38                       |
| 3                | Rosanna Lambertucci e Simone Casula  | Cha cha        | 6           | 5           | 4           | 0           | 0           | -10 (malus) +30 (tesoretto) | 35                       |
| 8                | Lorenzo Tano e Lucrezia Lando        | Tango          | 6           | 6           | 5           | 7           | 9           | -                           | 33                       |
| 9                | Teo Mammucari e Anastasia Kuzmina    | Paso doble     | 6           | 6           | 8           | 3           | 4           | -                           | 27                       |
| 4                | Giovanni Terzi e Giada Lini          | Quickstep      | 7           | 6           | 6           | 5           | 4           | -10 (malus)                 | 18                       |
| 6                | Ricky Tognazzi e Tove Villför        | Charleston     | 5           | 4           | 4           | 2           | 1           | -                           | 16                       |

#### Spareggio
Si svolge lo spareggio tra le due coppie ultime in classifica (voto giuria + votazioni del pubblico tramite i social). La coppia meno votata sarà eliminata provvisoriamente e andrà al ripescaggio che si svolgerà nelle prossime puntate.
| Ordine di uscita | Concorrenti                   | Ballo eseguito | Voto del pubblico | Esito                      |
| ---------------- | ----------------------------- | -------------- | ----------------- | -------------------------- |
| 1                | Lorenzo Tano e Lucrezia Lando | Merengue       | 81%               | Salvi                      |
| 2                | Ricky Tognazzi e Tove Villför | Cha Cha        | 19%               | Eliminati provvisoriamente |

### Quinta puntata
- Data: 18 novembre 2023
- Ballerini per una notte: Rossella Erra, Matteo Bocelli[8]
- Svolgimento: Le coppie si sfidano su un ballo preparato precedentemente per ottenere il punteggio più alto possibile per salvarsi. Al termine della puntata le tre coppie ultime in classifica (giudizio ottenuto da voto giuria + voto social) andranno allo spareggio finale.

#### Gara di puntata
| Ordine di uscita | Concorrenti                          | Ballo eseguito  | Voto Giuria | Voto Giuria | Voto Giuria | Voto Giuria | Voto Giuria | Punti bonus/malus | Totale punteggio tecnico |
| Ordine di uscita | Concorrenti                          | Ballo eseguito  | Zazzaroni   | Canino      | Smith       | Lucarelli   | Mariotto    | Punti bonus/malus | Totale punteggio tecnico |
| ---------------- | ------------------------------------ | --------------- | ----------- | ----------- | ----------- | ----------- | ----------- | ----------------- | ------------------------ |
| 6                | Simona Ventura e Samuel Peron        | Valzer          | 10          | 10          | 10          | 8           | 8           | +44 (tesoretto)   | 90                       |
| 4                | Paola Perego e Angelo Madonia        | Charleston      | 6           | 4           | 6           | 4           | 5           | +45 (tesoretto)   | 70                       |
| 10               | Wanda Nara e Pasquale La Rocca       | Salsa           | 10          | 10          | 10          | 10          | 9           | -                 | 49                       |
| 3                | Antonio Caprarica e Maria Ermachkova | Tango           | 7           | 7           | 7           | 9           | 10          | -                 | 40                       |
| 5                | Sara Croce e Luca Favilla            | Slowfox         | 8           | 6           | 7           | 9           | 10          | -                 | 40                       |
| 7                | Lorenzo Tano e Lucrezia Lando        | Showdance       | 7           | 7           | 7           | 7           | 9           | -                 | 37                       |
| 8                | Carlotta Mantovan e Moreno Porcu     | Paso doble      | 8           | 7           | 7           | 7           | 6           | -                 | 35                       |
| 2                | Giovanni Terzi e Giada Lini          | Tango argentino | 7           | 6           | 7           | 6           | 5           | -                 | 31                       |
| 9                | Teo Mammucari e Anastasia Kuzmina    | Valzer          | 7           | 6           | 7           | 5           | 6           | -                 | 31                       |
| 1                | Rosanna Lambertucci e Simone Casula  | Merengue        | 6           | 6           | 5           | 4           | 7           | -                 | 28                       |

#### Spareggio
Si svolge lo spareggio tra le tre coppie ultime in classifica (voto giuria + votazioni del pubblico tramite i social). La coppia meno votata sarà eliminata provvisoriamente e andrá al ripescaggio che si svolgerà nelle prossime puntate. 
| Ordine di uscita | Concorrenti                          | Ballo eseguito | Voto del pubblico | Esito                      |
| ---------------- | ------------------------------------ | -------------- | ----------------- | -------------------------- |
| 1                | Antonio Caprarica e Maria Ermachkova | Merengue       | 27%               | Salvi                      |
| 2                | Carlotta Mantovan e Moreno Porcu     | Merengue       | 63%               | Salvi                      |
| 3                | Rosanna Lambertucci e Simone Casula  | Charleston     | 10%               | Eliminati provvisoriamente |

### Sesta puntata
- Data: 25 novembre 2023
- Ballerini per una notte: Cristina D'Avena, Giacomo Giorgio[9]
- Svolgimento: La puntata si apre con una prova a sorpresa: i VIP devono ballare per 50 secondi (senza il maestro/a) ascoltando un ritmo di ballo già eseguito nelle precedenti puntate e riconoscere di cosa si tratta (es. Cha cha cha, Jive, Charleston, etc.). La presidente di giuria, Carolyn Smith, dopo essersi confrontata con gli altri giurati, assegna ad ogni VIP una valutazione in decimi. Tale valutazione verrà sommata al punteggio ottenuto nel ballo di puntata. Per la gara di puntata, le coppie si sfidano su un ballo preparato precedentemente per ottenere il punteggio più alto possibile per salvarsi. Al termine della puntata, le due coppie ultime in classifica (giudizio ottenuto da voto giuria + voto social) andranno allo spareggio finale.

#### Prima manche - Prova speciale
| Ordine di uscita | Concorrenti       | Ballo da riconoscere e improvvisare | Voto Giuria |
| ---------------- | ----------------- | ----------------------------------- | ----------- |
| 1                | Simona Ventura    | Salsa                               | 8           |
| 7                | Wanda Nara        | Samba                               | 8           |
| 9                | Carlotta Mantovan | Jive                                | 7           |
| 5                | Paola Perego      | Quickstep                           | 6           |
| 4                | Teo Mammucari     | Boogie woogie                       | 6           |
| 8                | Lorenzo Tano      | Salsa                               | 5           |
| 3                | Antonio Caprarica | Merengue                            | 5           |
| 2                | Sara Croce        | Cha cha                             | 5           |
| 6                | Giovanni Terzi    | Charleston                          | 4           |

#### Seconda manche - Gara di puntata
| Ordine di uscita | Concorrenti                          | Ballo eseguito | Voto Giuria | Voto Giuria | Voto Giuria | Voto Giuria | Voto Giuria | Punti bonus/malus                   | Totale punteggio tecnico |
| Ordine di uscita | Concorrenti                          | Ballo eseguito | Zazzaroni   | Canino      | Smith       | Lucarelli   | Mariotto    | Punti bonus/malus                   | Totale punteggio tecnico |
| ---------------- | ------------------------------------ | -------------- | ----------- | ----------- | ----------- | ----------- | ----------- | ----------------------------------- | ------------------------ |
| 3                | Antonio Caprarica e Maria Ermachkova | Valzer         | 8           | 8           | 8           | 9           | 10          | +5 (prova speciale) +49 (tesoretto) | 97                       |
| 6                | Carlotta Mantovan e Moreno Porcu     | Valzer         | 7           | 7           | 7           | 7           | 6           | +7 (prova speciale) +49 (tesoretto) | 90                       |
| 4                | Simona Ventura e Samuel Peron        | Contemporaneo  | 10          | 10          | 10          | 10          | 10          | +8 (prova speciale)                 | 58                       |
| 8                | Wanda Nara e Pasquale La Rocca       | Charleston     | 10          | 10          | 10          | 10          | 10          | +8 (prova speciale)                 | 58                       |
| 9                | Sara Croce e Luca Favilla            | Tango          | 8           | 9           | 8           | 8           | 8           | +5 (prova speciale)                 | 46                       |
| 5                | Lorenzo Tano e Lucrezia Lando        | Paso doble     | 7           | 8           | 7           | 8           | 10          | +5 (prova speciale)                 | 45                       |
| 1                | Paola Perego e Angelo Madonia        | Tango          | 7           | 7           | 7           | 6           | 8           | +6 (prova speciale)                 | 41                       |
| 7                | Teo Mammucari e Anastasia Kuzmina    | Cha cha        | 6           | 7           | 7           | 4           | 6           | +6 (prova speciale)                 | 36                       |
| 2                | Giovanni Terzi e Giada Lini          | Paso doble     | 6           | 5           | 7           | 4           | 4           | +4 (prova speciale)                 | 30                       |

#### Spareggio
Si svolge lo spareggio tra le due coppie ultime in classifica (voto giuria + votazioni del pubblico tramite i social). La coppia meno votata sarà eliminata provvisoriamente e andrá al ripescaggio che si svolgerà nelle prossime puntate. 
| Ordine di uscita | Concorrenti                   | Ballo eseguito | Voto del pubblico | Esito                      |
| ---------------- | ----------------------------- | -------------- | ----------------- | -------------------------- |
| 1                | Paola Perego e Angelo Madonia | Merengue       | 39%               | Eliminati provvisoriamente |
| 2                | Giovanni Terzi e Giada Lini   | Merengue       | 61%               | Salvi                      |

### Settima puntata
- Data: 2 dicembre 2023
- Ballerini per una notte: Lillo e Anna Foglietta, parte del cast del musical Mare fuori (Giulia Luzi, Maria Esposito, Antonio Orefice, Mattia Zenzola)[10][11]
- Svolgimento: All'inizio della serata le coppie si esibiscono in una prova speciale (danza polinesiana per le concorrenti donne e disco dance per i concorrenti uomini): al termine la presidente di giuria Carolyn Smith assegnerà poi un bonus che verrà aggiunto alla manche successiva. Per la gara di puntata, le coppie si sfidano su un ballo preparato precedentemente per ottenere il punteggio più alto possibile per salvarsi. Al termine della puntata, le tre coppie ultime in classifica (giudizio ottenuto da voto giuria + voto social) andranno allo spareggio finale.

#### Prima manche - Prova speciale
| Ordine di uscita | Concorrenti                          | Ballo eseguito    | Voto Giuria |
| ---------------- | ------------------------------------ | ----------------- | ----------- |
| 1                | Wanda Nara e Pasquale La Rocca       | Danza polinesiana | 7           |
| 2                | Carlotta Mantovan e Moreno Porcu     | Danza polinesiana | 5           |
| 3                | Simona Ventura e Samuel Peron        | Danza polinesiana | 8           |
| 4                | Sara Croce e Luca Favilla            | Danza polinesiana | 6           |
| Ordine di uscita | Concorrenti                          | Ballo eseguito    | Voto Giuria |
| 1                | Giovanni Terzi e Giada Lini          | Disco dance       | 6           |
| 2                | Antonio Caprarica e Maria Ermachkova | Disco dance       | 5           |
| 3                | Teo Mammucari e Anastasia Kuzmina    | Disco dance       | 8           |
| 4                | Lorenzo Tano e Lucrezia Lando        | Disco dance       | 6           |

#### Seconda manche - Gara di puntata
| Ordine di uscita | Concorrenti                          | Ballo eseguito | Voto Giuria | Voto Giuria | Voto Giuria | Voto Giuria | Voto Giuria | Punti bonus/malus                   | Totale punteggio tecnico |
| Ordine di uscita | Concorrenti                          | Ballo eseguito | Zazzaroni   | Canino      | Smith       | Lucarelli   | Mariotto    | Punti bonus/malus                   | Totale punteggio tecnico |
| ---------------- | ------------------------------------ | -------------- | ----------- | ----------- | ----------- | ----------- | ----------- | ----------------------------------- | ------------------------ |
| 7                | Wanda Nara e Pasquale La Rocca       | Showdance      | 10          | 10          | 10          | 9           | 7           | +7 (prova speciale) +30 (tesoretto) | 83                       |
| 3                | Giovanni Terzi e Giada Lini          | Samba          | 7           | 6           | 7           | 5           | 5           | +6 (prova speciale) +30 (tesoretto) | 66                       |
| 4                | Simona Ventura e Samuel Peron        | Cha cha        | 9           | 9           | 10          | 7           | 7           | +8 (prova speciale)                 | 50                       |
| 5                | Lorenzo Tano e Lucrezia Lando        | Contemporaneo  | 9           | 9           | 8           | 6           | 10          | +6 (prova speciale)                 | 48                       |
| 6                | Teo Mammucari e Anastasia Kuzmina    | Tango          | 8           | 8           | 8           | 6           | 8           | +8 (prova speciale)                 | 46                       |
| 2                | Sara Croce e Luca Favilla            | Paso doble     | 7           | 8           | 6           | 6           | 5           | +6 (prova speciale)                 | 38                       |
| 1                | Antonio Caprarica e Maria Ermachkova | Cha cha        | 5           | 7           | 5           | 7           | 7           | +5 (prova speciale)                 | 36                       |
| 8                | Carlotta Mantovan e Moreno Porcu     | Boogie woogie  | 6           | 5           | 5           | 5           | 5           | +5 (prova speciale)                 | 31                       |

#### Spareggio
Si svolge lo spareggio tra le tre coppie ultime in classifica (voto giuria + votazioni del pubblico tramite i social). La coppia formata da Antonio Caprarica e Maria Ermachkova si ritira però prima dello svolgimento dello spareggio, motivo per cui le due eliminazioni inizialmente previste diventano una. La coppia meno votata sarà eliminata provvisoriamente e andrá al ripescaggio che si svolgerà nelle prossime puntate. 
| Ordine di uscita | Concorrenti                          | Ballo eseguito | Voto del pubblico | Esito                      |
| ---------------- | ------------------------------------ | -------------- | ----------------- | -------------------------- |
| 1                | Sara Croce e Luca Favilla            | Salsa          | 60%               | Salvi                      |
| 2                | Carlotta Mantovan e Moreno Porcu     | Bachata        | 40%               | Eliminati provvisoriamente |
| -                | Antonio Caprarica e Maria Ermachkova | -              | -                 | Ritirati                   |

### Ottava puntata
- Data: 9 dicembre 2023
- Ballerini per una notte: Stefano De Martino, Gabriel Garko[12]
- Svolgimento: All'inizio della serata le coppie si esibiscono in una prova speciale a tema: al termine la presidente di giuria Carolyn Smith assegnerà poi un bonus che verrà aggiunto alla manche successiva. Per la gara di puntata, le coppie si sfidano su un ballo preparato precedentemente per ottenere il punteggio più alto possibile per salvarsi. Dopo l'esibizione di puntata, ogni concorrente ballerà con un parente. Al termine della puntata, le due coppie ultime in classifica (giudizio ottenuto da voto giuria + voto social) andranno allo spareggio finale.

#### Prima manche - Prova speciale
| Ordine di uscita | Concorrenti                       | Ballo eseguito | Personaggi da interpretare | Voto Giuria |
| ---------------- | --------------------------------- | -------------- | -------------------------- | ----------- |
| 6                | Wanda Nara e Pasquale La Rocca    | Rumba          | Catwoman e Batman          | 8           |
| 3                | Sara Croce e Luca Favilla         | Cha cha        | Eva Kant e Diabolik        | 7           |
| 1                | Simona Ventura e Samuel Peron     | Samba          | Wonder Woman e Superman    | 6           |
| 2                | Teo Mammucari e Anastasia Kuzmina | Valzer         | Rugantino e Rosetta        | 6           |
| 5                | Lorenzo Tano e Lucrezia Lando     | Boogie woogie  | Spiderman e Mary Jane      | 6           |
| 4                | Giovanni Terzi e Giada Lini       | Tango          | D'Artagnan e Milady        | 5           |

#### Seconda manche - Gara di puntata
| Ordine di uscita | Concorrenti                       | Ballo eseguito  | Voto Giuria | Voto Giuria | Voto Giuria | Voto Giuria | Voto Giuria | Punti bonus/malus                   | Totale punteggio tecnico |
| Ordine di uscita | Concorrenti                       | Ballo eseguito  | Zazzaroni   | Canino      | Smith       | Lucarelli   | Mariotto    | Punti bonus/malus                   | Totale punteggio tecnico |
| ---------------- | --------------------------------- | --------------- | ----------- | ----------- | ----------- | ----------- | ----------- | ----------------------------------- | ------------------------ |
| 2                | Simona Ventura e Samuel Peron     | Tango argentino | 10          | 10          | 10          | 8           | 9           | +6 (prova speciale) +30 (tesoretto) | 83                       |
| 5                | Teo Mammucari e Anastasia Kuzmina | Salsa           | 7           | 7           | 7           | 6           | 6           | +6 (prova speciale) +30 (tesoretto) | 69                       |
| 4                | Wanda Nara e Pasquale La Rocca    | Bachata         | 9           | 10          | 9           | 9           | 8           | +8 (prova speciale)                 | 53                       |
| 3                | Lorenzo Tano e Lucrezia Lando     | Bachata         | 8           | 7           | 7           | 9           | 10          | +6 (prova speciale)                 | 47                       |
| 6                | Sara Croce e Luca Favilla         | Quickstep       | 8           | 8           | 8           | 7           | 6           | +7 (prova speciale)                 | 44                       |
| 1                | Giovanni Terzi e Giada Lini       | Showdance       | 6           | 6           | 6           | 5           | 4           | +5 (prova speciale)                 | 32                       |

I concorrenti, dopo l'esibizione di puntata, ballano con un parente.
| Concorrenti    | Partner             |
| -------------- | ------------------- |
| Giovanni Terzi | la suocera Anna     |
| Simona Ventura | il padre Rino       |
| Lorenzo Tano   | la madre Rosa       |
| Wanda Nara     | il figlio Valentino |
| Teo Mammucari  | il fratello Sandro  |
| Sara Croce     | il padre Franco     |

#### Spareggio
Si svolge lo spareggio tra le due coppie ultime in classifica (voto giuria + votazioni del pubblico tramite i social). La coppia meno votata sarà eliminata provvisoriamente e andrá al ripescaggio che si svolgerà nella prossima puntata. Tuttavia, la coppia perdente Giovanni Terzi-Giada Lini viene salvata grazie alla “wild card” e accede alla puntata successiva con un malus di -20 punti. 
| Ordine di uscita | Concorrenti                 | Ballo eseguito | Voto del pubblico | Esito                         |
| ---------------- | --------------------------- | -------------- | ----------------- | ----------------------------- |
| 1                | Sara Croce e Luca Favilla   | Charleston     | 66%               | Salvi                         |
| 2                | Giovanni Terzi e Giada Lini | Bachata        | 34%               | Eliminati provvisoriamente    |
| 2                | Giovanni Terzi e Giada Lini | Bachata        | 34%               | Salvi grazie alla "wild card" |

### Nona puntata -Semifinale e ripescaggio
- Data: 16 dicembre 2023
- Ballerini per una notte: Angela Paolillo, Max Giusti, Gabriella Pession[13]
- Ospiti: Antonio Fini, Susanna Salvi, Claudio Cocino, Giovanni Malagò, Laura Lunetta, Giusy Versace, Andreina Rippa, Luisella Costamagna, Bruno Vespa, Mauro Icardi
- Svolgimento: All'inizio della serata le coppie si esibiscono in una prova speciale a tema natalizio: al termine la presidente di giuria Carolyn Smith assegnerà poi un bonus che verrà aggiunto alla manche successiva. Per la gara di puntata, le coppie si sfidano su un ballo preparato precedentemente (prova emotiva necessariamente in stile contemporaneo) per ottenere il punteggio più alto possibile per salvarsi. Al termine della puntata, la coppia ultima in classifica (giudizio ottenuto da voto giuria + voto social) va allo spareggio finale con la coppia prima in classifica (giudizio ottenuto da voto giuria + voto social) della manche di ripescaggio svoltasi parallelamente alla gara di puntata.

#### Prima manche - Prova speciale
| Ordine di uscita | Concorrenti                       | Ballo eseguito | Personaggio da interpretare | Voto Giuria |
| ---------------- | --------------------------------- | -------------- | --------------------------- | ----------- |
| 2                | Wanda Nara e Pasquale La Rocca    | Charleston     | Elfo di Babbo Natale        | 10          |
| 5                | Simona Ventura e Samuel Peron     | Jive           | Fata confetto               | 7           |
| 6                | Teo Mammucari e Anastasia Kuzmina | Boogie woogie  | Scrooge                     | 7           |
| 3                | Sara Croce e Luca Favilla         | Slowfox        | Schiaccianoci               | 6           |
| 1                | Giovanni Terzi e Giada Lini       | Quickstep      | Babbo Natale                | 5           |
| 4                | Lorenzo Tano e Lucrezia Lando     | Boogie woogie  | Pupazzo di neve             | 4           |

#### Seconda manche - Ripescaggio
In puntata si svolge il ripescaggio tra le coppie precedentemente eliminate. La coppia vincitrice del ripescaggio (determinata da voto giuria + voto social) rientra in gara dovendo però andare direttamente allo spareggio finale, le altre sono eliminate definitivamente. Le coppie Paola Perego-Angelo Madonia e Antonio Caprarica-Maria Ermachkova non prendono parte al ripescaggio e si ritirano dalla competizione. 
| Ordine di uscita | Concorrenti                          | Ballo eseguito | Voto Giuria | Voto Giuria | Voto Giuria | Voto Giuria | Voto Giuria | Punti bonus/malus | Totale punteggio tecnico | Voto del pubblico | Esito                     |
| Ordine di uscita | Concorrenti                          | Ballo eseguito | Zazzaroni   | Canino      | Smith       | Lucarelli   | Mariotto    | Punti bonus/malus | Totale punteggio tecnico | Voto del pubblico | Esito                     |
| ---------------- | ------------------------------------ | -------------- | ----------- | ----------- | ----------- | ----------- | ----------- | ----------------- | ------------------------ | ----------------- | ------------------------- |
| 1                | Rosanna Lambertucci e Simome Casula  | Jive           | 8           | 10          | 10          | 10          | 10          | +20 (tesoretto)   | 68                       | 46%               | Ripescati                 |
| 3                | Carlotta Mantovan e Moreno Porcu     | Charleston     | 7           | 7           | 8           | 6           | 8           | -                 | 36                       | 35%               | Eliminati definitivamente |
| 2                | Ricky Tognazzi e Tove Villför        | Valzer         | 7           | 8           | 8           | 7           | 6           | -                 | 36                       | 19%               | Eliminati definitivamente |
| -                | Paola Perego e Angelo Madonia        | -              | -           | -           | -           | -           | -           | -                 | -                        | -                 | Ritirati                  |
| -                | Antonio Caprarica e Maria Ermachkova | -              | -           | -           | -           | -           | -           | -                 | -                        | -                 | Ritirati                  |

#### Terza manche - Gara di puntata
| Ordine di uscita | Concorrenti                       | Ballo eseguito | Voto Giuria | Voto Giuria | Voto Giuria | Voto Giuria | Voto Giuria | Punti bonus/malus                    | Totale punteggio tecnico |
| Ordine di uscita | Concorrenti                       | Ballo eseguito | Zazzaroni   | Canino      | Smith       | Lucarelli   | Mariotto    | Punti bonus/malus                    | Totale punteggio tecnico |
| ---------------- | --------------------------------- | -------------- | ----------- | ----------- | ----------- | ----------- | ----------- | ------------------------------------ | ------------------------ |
| 5                | Wanda Nara e Pasquale La Rocca    | Contemporaneo  | 10          | 10          | 10          | 10          | 10          | +10 (prova speciale) +25 (tesoretto) | 85                       |
| 1                | Simona Ventura e Samuel Peron     | Contemporaneo  | 9           | 9           | 10          | 8           | 8           | +7 (prova speciale) +25 (tesoretto)  | 76                       |
| 3                | Teo Mammucari e Anastasia Kuzmina | Contemporaneo  | 10          | 10          | 10          | 7           | 10          | +7 (prova speciale)                  | 54                       |
| 2                | Sara Croce e Luca Favilla         | Contemporaneo  | 9           | 8           | 8           | 9           | 10          | +6 (prova speciale)                  | 50                       |
| 4                | Lorenzo Tano e Lucrezia Lando     | Contemporaneo  | 8           | 8           | 8           | 7           | 10          | +4 (prova speciale)                  | 45                       |
| 6                | Giovanni Terzi e Giada Lini       | Contemporaneo  | 7           | 7           | 7           | 6           | 6           | +5 (prova speciale) -20 (wild card)  | 18                       |

#### Spareggio
Si svolge lo spareggio tra la coppia ripescata e la coppia ultima in classifica (voto giuria + votazioni del pubblico tramite i social) nella gara di puntata. La coppia meno votata sarà eliminata definitivamente. Tuttavia, la coppia perdente Rosanna Lambertucci-Simone Casula viene salvata grazie alla “wild card” e accede alla puntata successiva con un malus di -20 punti. 
| Ordine di uscita | Concorrenti                         | Ballo eseguito | Voto del pubblico | Esito                         |
| ---------------- | ----------------------------------- | -------------- | ----------------- | ----------------------------- |
| 2                | Giovanni Terzi e Giada Lini         | Merengue       | 64%               | Salvi                         |
| 1                | Rosanna Lambertucci e Simone Casula | Samba          | 36%               | Eliminati definitivamente     |
| 1                | Rosanna Lambertucci e Simone Casula | Samba          | 36%               | Salvi grazie alla "wild card" |

### Decima puntata -Finale
- Data: 23 dicembre 2023
- Ballerini per una notte: Cristiana Capotondi, Alessandro Siani[14]
- Ospiti: Alberto Angela, Roberto Sergio, Rocco Siffredi, Marcello Ciannamea
- Svolgimento: La finale si articola in tre manche. Nella prima, si svolge la tradizionale gara di puntata, durante la quale i concorrenti si esibiscono su un ballo preparato in settimana, venendo giudicati dalla giuria e dal voto social, portando all'eliminazione di tre delle sette coppie in gara (tutte quinte classificate a pari merito). La seconda manche consiste invece in due sfide dirette combinate nel seguente modo: la coppia prima in classifica nella manche precedente sfida la quarta e la coppia seconda in classifica sfida la terza. Le sfide dirette, basate su due cavalli di battaglia per ciascuna coppia, sono giudicate dalla giuria (che indica quale coppia voler salvare) e dal voto social, portando la coppia con la votazione totale maggiore al ring finale, mentre le due coppie perdenti sono terze classificate a pari merito. Il ring finale, ovvero la finalissima, si svolge tra le due ultime coppie in gara (precedentemente vincenti nelle sfide dirette) e consiste nell'esecuzione di quattro stili di danza diversi: il giudizio è dato dalla giuria, dai tribuni e dal voto social, in modo da stabilire la coppia vincitrice dell'edizione.

#### Prima manche - Gara di puntata
Legenda:
     La coppia è quinta classificata
| Ordine di uscita | Concorrenti                         | Ballo eseguito  | Voto Giuria | Voto Giuria | Voto Giuria | Voto Giuria | Voto Giuria | Punti bonus/malus | Totale punteggio tecnico |
| Ordine di uscita | Concorrenti                         | Ballo eseguito  | Zazzaroni   | Canino      | Smith       | Lucarelli   | Mariotto    | Punti bonus/malus | Totale punteggio tecnico |
| ---------------- | ----------------------------------- | --------------- | ----------- | ----------- | ----------- | ----------- | ----------- | ----------------- | ------------------------ |
| 7                | Wanda Nara e Pasquale La Rocca      | Tango argentino | 10          | 10          | 10          | 10          | 10          | -                 | 50                       |
| 4                | Simona Ventura e Samuel Peron       | Paso doble      | 9           | 9           | 9           | 8           | 8           | -                 | 43                       |
| 5                | Lorenzo Tano e Lucrezia Lando       | Valzer          | 7           | 8           | 8           | 10          | 10          | -                 | 43                       |
| 6                | Teo Mammucari e Anastasia Kuzmina   | Jive            | 8           | 9           | 9           | 8           | 9           | -                 | 43                       |
| 1                | Sara Croce e Luca Favilla           | Showdance       | 8           | 8           | 8           | 7           | 7           | -                 | 38                       |
| 2                | Giovanni Terzi e Giada Lini         | Valzer          | 6           | 7           | 6           | 5           | 5           | -                 | 29                       |
| 3                | Rosanna Lambertucci e Simone Casula | Boogie woogie   | 7           | 7           | 6           | 6           | 7           | -20 (wild card)   | 13                       |

#### Seconda manche - Sfide
Le quattro coppie rimaste in gara si esibiscono con i loro cavalli di battaglia in due sfide ad eliminazione diretta; le due coppie che ottengono il punteggio più basso (preferenza della giuria + voto del pubblico) vengono eliminate e si classificano al terzo posto a pari merito nella classifica finale mentre le due vincenti accedono al ring finale. In base alla classifica combinata della prima manche, le sfide vengono così composte: la coppia prima in classifica si scontra con la quarta e la seconda con la terza. 
| Ordine di uscita | Concorrenti                       | Ballo Cavallo di battaglia | Ballo Cavallo di battaglia | Voto Giuria | Voto Giuria | Voto Giuria | Voto Giuria | Voto Giuria | Esito sfida per la Giuria | Esito Giuria + Voto del pubblico | Risultato               |
| Ordine di uscita | Concorrenti                       | 1°                         | 2°                         | Zazzaroni   | Canino      | Smith       | Lucarelli   | Mariotto    | Esito sfida per la Giuria | Esito Giuria + Voto del pubblico | Risultato               |
| ---------------- | --------------------------------- | -------------------------- | -------------------------- | ----------- | ----------- | ----------- | ----------- | ----------- | ------------------------- | -------------------------------- | ----------------------- |
| 1                | Wanda Nara e Pasquale La Rocca    | Paso doble                 | Samba                      |             |             |             |             |             | 4                         | 67%                              | Accedono al ring finale |
| 2                | Lorenzo Tano e Lucrezia Lando     | Paso doble                 | Bachata                    |             |             |             |             |             | 1                         | 33%                              | Terzi classificati      |
|                  |                                   |                            |                            |             |             |             |             |             |                           |                                  |                         |
| 3                | Simona Ventura e Samuel Peron     | Tango                      | Valzer                     |             |             |             |             |             | 5                         | 54%                              | Accedono al ring finale |
| 4                | Teo Mammucari e Anastasia Kuzmina | Tango                      | Salsa                      |             |             |             |             |             | 0                         | 46%                              | Terzi classificati      |

#### Ring finale
Le due coppie rimaste in gara si sfidano per contendersi il primo posto, ballando quattro stili diversi sorteggiati sul momento. Al voto del pubblico viene aggiunto, tramite scrutinio segreto, quello dei giurati, dell'opinionista e dei tribuni. 
| Ordine di uscita | Concorrenti                    | Stili di danza | Stili di danza | Stili di danza | Stili di danza | Voto Giuria + Tribuni + Opinionista | Voto Giuria + Tribuni + Opinionista | Voto Giuria + Tribuni + Opinionista | Voto Giuria + Tribuni + Opinionista | Voto Giuria + Tribuni + Opinionista | Voto Giuria + Tribuni + Opinionista | Voto Giuria + Tribuni + Opinionista | Voto Giuria + Tribuni + Opinionista | Voto Giuria + Tribuni + Opinionista | Totale punteggio tecnico | Punteggio totale | Esito                |
| Ordine di uscita | Concorrenti                    | Stili di danza | Stili di danza | Stili di danza | Stili di danza | Zazzaroni                           | Canino                              | Smith                               | Lucarelli                           | Mariotto                            | Matano                              | Erra                                | Di Pasquale                         | Di Vaira                            | Totale punteggio tecnico | Punteggio totale | Esito                |
| ---------------- | ------------------------------ | -------------- | -------------- | -------------- | -------------- | ----------------------------------- | ----------------------------------- | ----------------------------------- | ----------------------------------- | ----------------------------------- | ----------------------------------- | ----------------------------------- | ----------------------------------- | ----------------------------------- | ------------------------ | ---------------- | -------------------- |
| 1                | Wanda Nara e Pasquale La Rocca | Salsa          | Charleston     | Valzer         | Paso doble     | 1000                                | 1000                                | 2000                                | 1000                                | 1000                                | 500                                 |                                     | 1500                                | 1500                                | 9500                     | 70%              | Vincitori            |
| 2                | Simona Ventura e Samuel Peron  | Salsa          | Cha cha        | Showdance      | Paso doble     |                                     |                                     |                                     |                                     |                                     |                                     | 500                                 |                                     |                                     | 500                      | 30%              | Secondi classificati |

#### Altri premi consegnati
- Premio speciale della Giuria: Wanda Nara e Pasquale La Rocca.
- Premio "Paolo Rossi" per l'esibizione più emozionante: Simona Ventura e Samuel Peron.
- Premio "Aiello" per il maggior numero di spareggi disputati: Giovanni Terzi e Giada Lini.

## Ballerini per una notte
| Puntata    | Ospite                                                        | Attività                     | Ballerino/a/e/i                                                                                 | Ballo         | Tesoretto                  | Tesoretto                  | Tesoretto                                        |
| Puntata    | Ospite                                                        | Attività                     | Ballerino/a/e/i                                                                                 | Ballo         | Punteggio                  | Punteggio                  | Assegnatari                                      |
| ---------- | ------------------------------------------------------------- | ---------------------------- | ----------------------------------------------------------------------------------------------- | ------------- | -------------------------- | -------------------------- | ------------------------------------------------ |
| 1ª         | Andrea Antonello                                              | Romanziere                   | Laura Faccio                                                                                    | Freestyle     | 50                         | 50                         | 25 punti a Lino Banfi e Alessandra Tripoli       |
| 1ª         | Andrea Antonello                                              | Romanziere                   | Laura Faccio                                                                                    | Freestyle     | 50                         | 50                         | 25 punti a Ricky Tognazzi e Tove Villför         |
| 2ª         | I Pooh                                                        | Gruppo musicale              | Veera Kinnunen, Rebecca Gabrieli, Filippo Zara, Anastasia Kuzmina e Lucrezia Lando              | Esibizione    | 50                         | 50                         | 25 punti a Teo Mammucari e Anastasia Kuzmina     |
| 2ª         | I Pooh                                                        | Gruppo musicale              | Veera Kinnunen, Rebecca Gabrieli, Filippo Zara, Anastasia Kuzmina e Lucrezia Lando              | Esibizione    | 50                         | 50                         | 25 punti ad Antonio Caprarica e Maria Ermachkova |
| 3ª         | Maria Chiara Giannetta e Pierpaolo Spollon                    | Attori                       | Veera Kinnunen e Filippo Zara                                                                   | Tango         | 50                         | 50                         | 25 punti a Sara Croce e Luca Favilla             |
| 3ª         | Maria Chiara Giannetta e Pierpaolo Spollon                    | Attori                       | Veera Kinnunen e Filippo Zara                                                                   | Tango         | 50                         | 50                         | 25 punti a Ricky Tognazzi e Tove Villför         |
| 4ª         | Anna Valle e Giorgio Pasotti                                  | Attori                       | Veera Kinnunen e Filippo Zara                                                                   | Boogie woogie | 50                         | 60                         | 30 punti a Paola Perego e Angelo Madonia         |
| 4ª         | Arisa                                                         | Cantante                     | Filippo Zara                                                                                    | Tango         | 10                         | 60                         | 30 punti a Rosanna Lambertucci e Simone Casula   |
| 5ª         | Matteo Bocelli                                                | Cantante                     | Alessandra Tripoli e Filippo Zara                                                               | Esibizione    | 50                         | 89                         | 44 punti a Simona Ventura e Samuel Peron         |
| 5ª         | Rossella Erra                                                 | Opinionista e personaggio TV | Simone Di Pasquale                                                                              | Salsa         | 39                         | 89                         | 45 punti a Paola Perego e Angelo Madonia         |
| 6ª         | Cristina D'Avena                                              | Cantante e personaggio TV    | Filippo Zara                                                                                    | Esibizione    | 50                         | 98                         | 49 punti a Carlotta Mantovan e Moreno Porcu      |
| 6ª         | Giacomo Giorgio                                               | Attore                       | Alessandra Tripoli                                                                              | Tango         | 48                         | 98                         | 49 punti ad Antonio Caprarica e Maria Ermachkova |
| 7ª         | Lillo e Anna Foglietta                                        | Comico e Attrice             | Alessandra Tripoli e Filippo Zara                                                               | Esibizione    | 10                         | 60                         | 30 punti a Wanda Nara e Pasquale La Rocca        |
| 7ª         | Giulia Luzi, Maria Esposito, Antonio Orefice e Mattia Zenzola | Attori e Ballerino           | Simone Casula e Rebecca Gabrielli                                                               | Esibizione    | 50                         | 60                         | 30 punti a Giovanni Terzi e Giada Lini           |
| 8ª         | Stefano De Martino                                            | Conduttore TV e ballerino    | Sofia Tansella                                                                                  | Esibizione    | 10                         | 60                         | 30 punti a Teo Mammucari e Anastasia Kuzmina     |
| 8ª         | Gabriel Garko                                                 | Attore e modello             | Alessandra Tripoli                                                                              | Esibizione    | 50                         | 60                         | 30 punti a Simona Ventura e Samuel Peron         |
| Semifinale | Angela Paolillo                                               | -                            | Alessandra Tripoli e Maria Ermachkova                                                           | Esibizione    | 20                         | 20                         | Rosanna Lambertucci e Simone Casula              |
| Semifinale | Max Giusti                                                    | Conduttore TV                | Alessandra Tripoli                                                                              | Merengue      | 50                         | 50                         | 25 punti a Wanda Nara e Pasquale La Rocca        |
| Semifinale | Gabriella Pession                                             | Attrice                      | Filippo Zara                                                                                    | Tango         | 50                         | 50                         | 25 punti a Simona Ventura e Samuel Peron         |
| Finale     | Cristiana Capotondi                                           | Attori                       | Alessandra Tripoli, Angelo Madonia, Tove Villför, Moreno Porcu, Rebecca Gabrielli, Filippo Zara | Esibizione    | Nessun tesoretto assegnato | Nessun tesoretto assegnato | Nessun tesoretto assegnato                       |
| Finale     | Alessandro Siani                                              | Attori                       | Alessandra Tripoli, Angelo Madonia, Tove Villför, Moreno Porcu, Rebecca Gabrielli, Filippo Zara | Esibizione    | Nessun tesoretto assegnato | Nessun tesoretto assegnato | Nessun tesoretto assegnato                       |

## Ascolti
| Puntata                  | Messa in onda    | Ballando... Tutti in pista | Ballando... Tutti in pista | Ballando con le stelle | Ballando con le stelle | Fonte  | Totale puntata | Totale puntata |
| Puntata                  | Messa in onda    | Telespettatori             | Share                      | Telespettatori         | Share                  | Fonte  | Telespettatori | Share          |
| ------------------------ | ---------------- | -------------------------- | -------------------------- | ---------------------- | ---------------------- | ------ | -------------- | -------------- |
| 1                        | 21 ottobre 2023  | 3 608 000                  | 19,88%                     | 3 228 000              | 22,54%                 | [ 16 ] | 3 276 000      | 22,21%         |
| 2                        | 28 ottobre 2023  | 3 608 000                  | 19,73%                     | 3 175 000              | 22,20%                 | [ 17 ] | 3 229 000      | 21,89%         |
| 3                        | 4 novembre 2023  | 3 569 000                  | 19,30%                     | 3 075 000              | 22,40%                 | [ 18 ] | 3 137 000      | 22,01%         |
| 4                        | 11 novembre 2023 | 3 717 000                  | 20,20%                     | 3 188 000              | 23,20%                 | [ 19 ] | 3 254 000      | 22,83%         |
| 5                        | 18 novembre 2023 | 3 578 000                  | 18,70%                     | 3 253 000              | 22,20%                 | [ 20 ] | 3 294 000      | 21,76%         |
| 6                        | 25 novembre 2023 | 3 800 000                  | 20,20%                     | 3 330 000              | 25,00%                 | [ 21 ] | 3 389 000      | 24,40%         |
| 7                        | 2 dicembre 2023  | 3 708 000                  | 19,90%                     | 3 186 000              | 23,30%                 | [ 22 ] | 3 251 000      | 22,88%         |
| 8                        | 9 dicembre 2023  | 3 815 000                  | 20,30%                     | 3 334 000              | 23,70%                 | [ 23 ] | 3 394 000      | 23,28%         |
| Semifinale e ripescaggio | 16 dicembre 2023 | 3 819 000                  | 20,90%                     | 3 189 000              | 24,90%                 | [ 24 ] | 3 268 000      | 24,40%         |
| Finale                   | 23 dicembre 2023 | 4 356 000                  | 23,80%                     | 3 849 000              | 29,20%                 | [ 25 ] | 3 912 000      | 28,53%         |
| Media                    | Media            | 3 758 000                  | 20,29%                     | 3 281 000              | 23,86%                 |        | 3 340 000      | 23,42%         |

### Annotazioni
1. ↑  Figlio di Rocco Siffredi e Rosa Caracciolo.
2. ↑  Ex Bonas di Avanti un altro! ed ex Madre Natura di Ciao Darwin.
3. ↑  Compagno di Simona Ventura.
4. ↑  Con la partecipazione di Simona Izzo in qualità di ospite.
5. ↑  Anteprima in onda dalle 20:45 alle 21:20 circa.

### Fonti
1. ↑   ‘Ballando con le stelle 2023’, le nuove coppie e la giuria, su Quotidiano Nazionale, 4 ottobre 2023. URL consultato il 7 ottobre 2023.
2. ↑   Hit, Ballando con le stelle 2023 e il primo ballerino per una notte, su TvBlog, 6 ottobre 2023. URL consultato il 7 ottobre 2023.
3. ↑   Ballando con le stelle 2023, ecco le coppie (Anteprima TvBlog), su TVBlog.it, 2 ottobre 2023. URL consultato il 2 ottobre 2023.
4. ↑   Ballando con le stelle, il debutto di Andrea: l’esibizione del ballerino autistico emoziona. Il video, su ilrestodelcarlino.it.
5. ↑   I Pooh 'ballerini per una notte' della seconda puntata di Ballando con le Stelle, su DavideMaggio.it. URL consultato il 17 dicembre 2023.
6. ↑   ‘Ballando con le stelle’, terza puntata con Maria Chiara Giannetta e Pierpaolo Spollon ballerini per una notte, su la Repubblica, 4 novembre 2023. URL consultato il 17 dicembre 2023.
7. ↑   Lorenzo Di Palma, A "Ballando con le stelle" Arisa, Giorgio Pasotti e Anna Valle, su TV Sorrisi e Canzoni, 11 novembre 2023. URL consultato il 17 dicembre 2023.
8. ↑   Lorenzo Di Palma, A “Ballando con le stelle” Matteo Bocelli, su TV Sorrisi e Canzoni, 18 novembre 2023. URL consultato il 17 dicembre 2023.
9. ↑   francy279, A Ballando con le Stelle Cristina D’Avena e Giacomo Giorgio Ballerini per una notte, su spettacolomusicasport.com, 25 novembre 2023. URL consultato il 17 dicembre 2023.
10. ↑   Lorenzo Di Palma, Lillo e Anna Foglietta a “Ballando con le stelle”, su TV Sorrisi e Canzoni, 2 dicembre 2023. URL consultato il 17 dicembre 2023.
11. ↑   A Ballando con le Stelle il cast di Mare Fuori: Maria Esposito, Orefice, Zenzola e Luzi su Rai1, su Spettacolo Fanpage, 2 dicembre 2023. URL consultato il 17 dicembre 2023.
12. ↑   Lorenzo Di Palma, A “Ballando con le stelle” Gabriel Garko e Stefano De Martino, su TV Sorrisi e Canzoni, 9 dicembre 2023. URL consultato il 17 dicembre 2023.
13. ↑   Lorenzo Di Palma, A "Ballando con le stelle" Gabriella Pession e Max Giusti, su TV Sorrisi e Canzoni, 16 dicembre 2023. URL consultato il 17 dicembre 2023.
14. ↑   Roberto Mallò, Alessandro Siani e Cristiana Capotondi ‘ballerini per una notte’ della finale di Ballando, su DavideMaggio.it, 21 dicembre 2023. URL consultato il 21 dicembre 2023.
15. 1 2  Esito delle votazioni pubblicato su rai.it
16. ↑   Ascolti TV | Sabato 21 ottobre 2023, su DavideMaggio.it. URL consultato il 22 ottobre 2023.
17. ↑   Ascolti TV | Sabato 28 ottobre 2023, su DavideMaggio.it. URL consultato il 29 ottobre 2023.
18. ↑   Ascolti TV | Sabato 4 novembre 2023, su DavideMaggio.it. URL consultato il 5 novembre 2023.
19. ↑   Ascolti TV | Sabato 11 novembre 2023, su DavideMaggio.it. URL consultato il 12 novembre 2023.
20. ↑   Ascolti TV | Sabato 18 novembre 2023, su DavideMaggio.it. URL consultato il 19 novembre 2023.
21. ↑   Ascolti TV | Sabato 25 novembre 2023, su DavideMaggio.it. URL consultato il 26 novembre 2023.
22. ↑   Ascolti TV | Sabato 2 dicembre 2023, su DavideMaggio.it. URL consultato il 3 dicembre 2023.
23. ↑   Ascolti TV | Sabato 9 dicembre 2023, su DavideMaggio.it. URL consultato il 10 dicembre 2023.
24. ↑   Ascolti TV | Sabato 16 dicembre 2023, su DavideMaggio.it. URL consultato il 17 dicembre 2023.
25. ↑   Ascolti TV | Sabato 23 dicembre 2023, su DavideMaggio.it. URL consultato il 24 dicembre 2023.